# Uitvoerende commissies
De uitvoerende commissies (Frans: commissions exécutives) waren twaalf uitvoerende organen van de Franse republiek op het einde van het Schrikbewind in de jaren 1794-1795. Ze waren te vergelijken met ministeries en gaven gestalte aan de institutionalisering van de revolutionaire regering. De commissarissen aan het hoofd van deze commissies hadden geen regeringsmacht, maar waren ondergeschikt aan het Comité de salut public (CSP).

## Geschiedenis
De uitvoerende commissies werden opgericht per decreet van 1 april 1794 ter vervanging van de voorlopige uitvoerende raad, die op dat moment al was uitgehold en alleen nog een formeel bestaan leidde. Het decreet, ingediend door Lazare Carnot, werd door de Nationale Conventie unaniem aangenomen. De Conventie benoemde de leden-commissarissen en hun adjuncten, op voordracht van het CSP (artikel XX). Het aantal leden-commissarissen per commissie varieerde van één tot vijf. Het personeel, dat werd benoemd door het CSP, werd gerekruteerd op basis van competentie eerder dan ideologie, zoals ook blijkt uit het feit dat de Thermidoriaanse Reactie alleen commissarissen vervolgde. De commissies waren ondergeschikt aan de drie regeringscomité's en moesten dagelijks komen rapporteren bij het CSP, dat intern afdelingen oprichtte om dit op te volgen. Op 24 augustus 1794 betrok de Conventie zich nauwer bij het werk van de commissies door te bepalen dat ze rekenschap moesten afleggen aan de zestien comité's van de Conventie, die voortaan zelf ook uitvoeringsbesluiten konden aannemen.
Na 9 thermidor worstelde de Conventie enige tijd met de vraag hoe de uitvoerende commissies, die als bureaucratisch werden ervaren, konden worden gereorganiseerd. Na enkele punctuele hervormingen werden ze uiteindelijk afgeschaft door de grondwet van 22 september 1795, die in een heroprichting van het ministerie ten dienste van het Directoire voorzag. De grondwet trad in voege op 26 oktober 1795, maar sommige commissies functioneerden nog een tijdje langer tot ze de overdracht konden doorvoerren.

## Overzicht
Hieronder volgen de namen van de verschillende commissies en van de commissarissen die op enig moment aan het hoofd ervan stonden:
1. Commissie van de civiele administraties, politie en rechtbanken (Herman)
2. Commissie van openbaar onderwijs (Joseph Payan, Clément de Ris, Garat, Ginguené)
3. Commissie van landbouw, kunsten en manufacturen (Brunet, Berthollet, Galeau, Lhéritier le jeune)
4. Commissie van handel en bevoorrading (Jouennault, Picquet, Magin, Leguillier, Louis Monneron, Lepayen, Mollet, Combes)
5. Commissie van openbare werken (Lecamus, Fleuriot, Fleuriot-Lescaut, Dejean, Lecamus, Rondelet)
6. Commissie van openbare bijstand (Lerebours, Martigues, Dernieau)
7. Commissie van militair transport, post en berichten (Moreau, Lieuvain)
8. Commissie van nationale inkomsten (Laumont, Chardon-Vaniéville)
9. Commissie voor de organisatie en verplaatsing van de landlegers (Pille, Lasaulsaye)
10. Commissie van marine en koloniën (Dalbarade, Castillan, Debourges, Brunel, Champeaux, Blanc de la Marne, Peira, Redon)
11. Commissie van wapens, kruit en mijnexploitatie (Capon, Bénézech)
12. Commissie van buitenlandse betrekkingen (Buchot, Mangourit)

## Voetnoten
1. 1 2  Jean-Clément Martin, Nouvelle histoire de la Révolution française, 2019, p. 445
2. ↑  Décret du 12 Germinal an II qui supprime le conseil exécutif provisoire, et remplace le ministère par douze commissions
3. ↑  Décret du 7 fructidor an II sur l'organisation des comités de la Convention nationale
4. ↑  Belloni 1924, p. 117
5. ↑  Op grond van artikel III-12 van het Décret du 5 fructidor an IV sur les moyens de terminer la révolution